# Medalha Quiralidade
A Medalha Quiralidade é concedida pela Società Chimica Italiana desde 1991. Este prêmio de ciências homenageia químicos reconhecidos internacionalmente que fizeram contribuições importantes e reconhecidas para a compreensão da quiralidade. O prêmio é concedido anualmente, sendo a seleção dos vencedores feita pelo Chirality Medal Honor Committee, ao qual pertencem os vencedores dos anos anteriores. A cerimônia de premiação acontece por ocasião da "International Conference on Chirality" anual.

## Recipientes
Fontes:
| Ano  | Recipiente           | País           |
| ---- | -------------------- | -------------- |
| 1991 | Emanuel Gil-Av       | Israel         |
|      | Jean Jacques         | França         |
| 1992 | Vladimir Prelog      | Suíça          |
| 1993 | Kurt Mislow          | Estados Unidos |
| 1994 | William H. Pirkle    | Estados Unidos |
| 1995 | Koji Nakanishi       | Estados Unidos |
| 1996 | Ernest Ludwig Eliel  | Estados Unidos |
| 1997 | Ryoji Noyori         | Japão          |
| 1998 | Henri B. Kagan       | França         |
| 1999 | Vadim Davankov       | Rússia         |
| 2000 | K. Barry Sharpless   | Estados Unidos |
| 2001 | Yoshio Okamoto       | Japão          |
| 2002 | Dieter Seebach       | Suíça          |
| 2003 | Daniel W. Armstrong  | Estados Unidos |
| 2004 | Volker Schurig       | Alemanha       |
| 2005 | Kensō Soai           | Japão          |
| 2006 | Meir Lahav           | Israel         |
| 2007 | Nina Berova          | Estados Unidos |
| 2008 | Wolfgang Lindner     | Áustria        |
| 2009 | Bernard L. Feringa   | Países Baixos  |
| 2010 | Kenji Mori           | Japão          |
| 2011 | Laurence Barron      | United Kingdom |
| 2012 | Eric N. Jacobsen     | Estados Unidos |
| 2013 | Eiji Yashima         | Japão          |
| 2014 | Manfred T. Reetz     | Alemanha       |
| 2015 | Christopher J. Welch | Estados Unidos |
| 2016 | Andreas Pfaltz       | Suíça          |
| 2017 | Takuzo Aida          | Japão          |
| 2018 | Bert Meijer          | Países Baixos  |
| 2019 | Laurence Nafie       | Estados Unidos |